# Dragan Barlov
Dragan Barlov, cyr. Драган Барлов (ur. 30 stycznia 1957 w Kragujevacu) – serbski szachista, arcymistrz od 1986 roku.

## Kariera szachowa
W drugiej połowie lat 80. XX wieku należał do ścisłej czołówki jugosłowiańskich szachistów. W 1986 r. zdobył w Budvie tytuł indywidualnego mistrza kraju, wystąpił również w narodowej drużynie na szachowej olimpiadzie w Dubaju (po raz drugi na olimpiadzie, ale w drużynie Jugosławii-B, wystąpił w 1990 r. w Nowym Sadzie). Był również dwukrotnym (1982, 1989) brązowym medalistą mistrzostw Jugosławii. W 1989 r. odniósł największy drużynowy sukces, zdobywając z Hajfie tytuł wicemistrza Europy.
Do największych jego sukcesów indywidualnych należy dzielone I m. (wspólnie z Petarem Popoviciem) w turnieju strefowym w Pucarevie w 1987 r. i awans do turnieju międzystrefowego w Zagrzebiu, w którym zajął XV m. Inne sukcesy na arenie międzynarodowej:
- 1975 – Hallsberg (dz. I m. wspólnie z Jewgienijem Władimirowem),
- 1983 – Zurych (dz. I m. wspólnie z Jaime’em Sunyem Neto, Stefanem Kindermannem i Ricardo Calvo Minguezem(inne języki)),
- 1985 – Soczi (dz. II m. za Jewgienijem Swiesznikowem, wspólnie z Lwem Psachisem),
- 1989 – Mendisio (dz. I m. wspólnie z Ognjenem Cvitanem),
- 1990 – Norymberga (I m.), Biel (turniej B, dz. II m. za Kevinem Spraggettem, wspólnie z Danielem Cámporą i Mają Cziburdanidze),
- 1991 – Caorle (dz. I m. wspólnie ze Slobodanem Martinoviciem),
- 1992 – Mesa (dz. I m. wspólnie z Henrym Urdayem Cáceresem),
- 1993 – Las Palmas (turniej B, I m.),
- 1994 – Las Palmas (turniej open, dz. II m. za Ivanem Moroviciem Fernandezem, wspólnie z Ianem Rogersem, Rusłanem Pogorełowem, Igorem Chenkinem i Davidem Garcią Ilundainem),
- 1996 – Las Palmas (turniej open, dz. II m. za Borisem Gulko, wspólnie z Anthonym Milesem, Felixem Izetą Txabarrim, Olegiem Romaniszynem, Anatolijem Wajserem i Luisem Galego),
- 2002 – Poio (dz. I m. wspólnie z Azerem Mirzojewem i Kimem Pilgaardem(inne języki)), Padron (dz. II m. za Olegiem Korniejewem, wspólnie z Azerem Mirzojewem),
- 2008 – Las Palmas (dz. I m. wspólnie z Jose Garcią Padronem(inne języki)).

Najwyższy ranking w karierze osiągnął 1 lipca 1987 r., z wynikiem 2555 punktów dzielił wówczas 42-48. miejsce na światowej liście FIDE, jednocześnie zajmując 4. miejsce wśród jugosłowiańskich szachistów.